# Estátua de Charles Linn

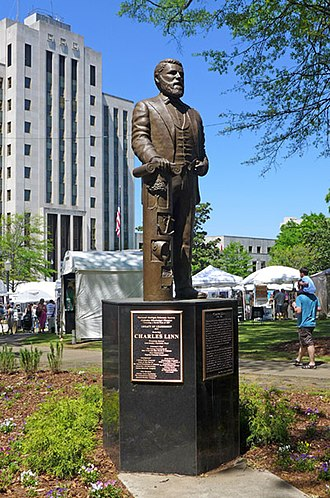
- Imagem de: LtLemonade

Uma estátua de Charles Linn foi instalada anteriormente em Birmingham, no Linn Park, no Alabama, nos Estados Unidos. A estátua foi instalada em 2013 e derrubada em 31 de maio de 2020, durante os protestos por George Floyd.